# Alaptus magnanimus
Alaptus magnanimus är en stekelart som beskrevs av Anandale 1909. Alaptus magnanimus ingår i släktet Alaptus och familjen dvärgsteklar. Inga underarter finns listade i Catalogue of Life.